# Andrzej Pecka
Andrzej Pecka – polski funkcjonariusz Służby Więziennej w stopniu pułkownika, doktor nauk prawnych, radca prawny, w latach 2024–2025 dyrektor generalny Służby Więziennej.

## Życiorys
W sierpniu 1992 roku rozpoczął pracę jako młodszy wychowawca w Areszcie Śledczym w Krakowie. Następnie od maja 1995 roku został przeniesiony do Aresztu Śledczego w Radomiu. Od sierpnia 1996 roku pracował jako radca prawny w Biurze Prawnym Centralnego Zarządu Służby Więziennej. 1 stycznia 2011 roku został mianowany Doradcą Dyrektora Generalnego Służby Więziennej, a 1 lutego tego samego roku został pełnomocnikiem Dyrektora Generalnego Służby Więziennej ds. przeciwdziałania korupcji w Służbie Więziennej.
2 lutego 2015 roku minister sprawiedliwości Cezary Grabarczyk powołał go na stanowisko zastępcy Dyrektora Generalnego Służby Więziennej. W 2016 roku został odwołany ze stanowiska, kontynuował następnie pracę jako doradca. 
W maju 2020 roku otrzymał stopień naukowy doktora nauk prawnych.
W styczniu 2024 roku premier Donald Tusk na wniosek ministra sprawiedliwości Adama Bodnara powołał go na stanowisko dyrektora generalnego Służby Więziennej. W kwietniu 2025 został odwołany z pełnionej funkcji.